# Бади, Асал
Аса́л Бадии́ (перс. عسل بدیعی‎, 9 мая 1977, Тегеран, Иран — 1 апреля 2013, там же) — иранская актриса.

## Биография
Асал Бадии родилась 9 мая 1977 года в Тегеране (Иран) в семье банковского работника Шахруха Бадии́ и его супруги Ширин Джаханбахш. У неё была сестра — Газал Бадии. Она окончила Открытый исламский университет, получив степень по трофологии.
В 1997—2013 года Асал снялась в 14-ти фильмах и телесериалах.
В 2000—2004 годах Асал была замужем за актёром Фариборзом Арабния (род.1964). В этом браке Бадии родила своего единственного ребёнка — сына Джанъяра Арабния (род.2002).
35-летняя Асал была доставлена в тегеранский госпиталь 30 марта 2013 года в связи с передозировкой наркотиков, где скончалась на следующий день. 5 и 6 апреля её органы были пожертвованы семерым больным — она стала первой иранской актрисой, пожертвовавшей свои органы, а она сама была похоронена 7 апреля на кладбище Бехеште-Захра.